# Законодавчі збори Манітоби
Законодавчі збори Манітоби (англ. Legislative Assembly of Manitoba) — деліберативна асамблея провінції Манітоба, Канада. Утворена 1870 року. Розміщена у Вінніпегу в Законодавчій будівлі. Разом із лейтенантом-губернатором становить Легіслатуру Манітоби.
До зборів станом на зараз входять 57 депутатів, що обираються на одномандатних виборчих округах за системою відносної більшості з одним переможцем. Біллі, схвалені Законодавчими зборами, отримують королівську згоду від лейтенанта-губернатора, що діє від імені короля Канади.
Орган утворений 1870 року — тоді ж, коли і сама провінція. У 1871—1876 роках при зборах існувала друга палата — Законодавча рада Манітоби.